# Plymutka
Plymutka je středně těžké, odolné a otužilé plemeno slepic pocházející ze Severní Ameriky. Dobře sedí na vejcích, je snadno chovatelná. Bylo to nejrozšířenější chovné plemeno slepic v první polovině 20. století v USA.

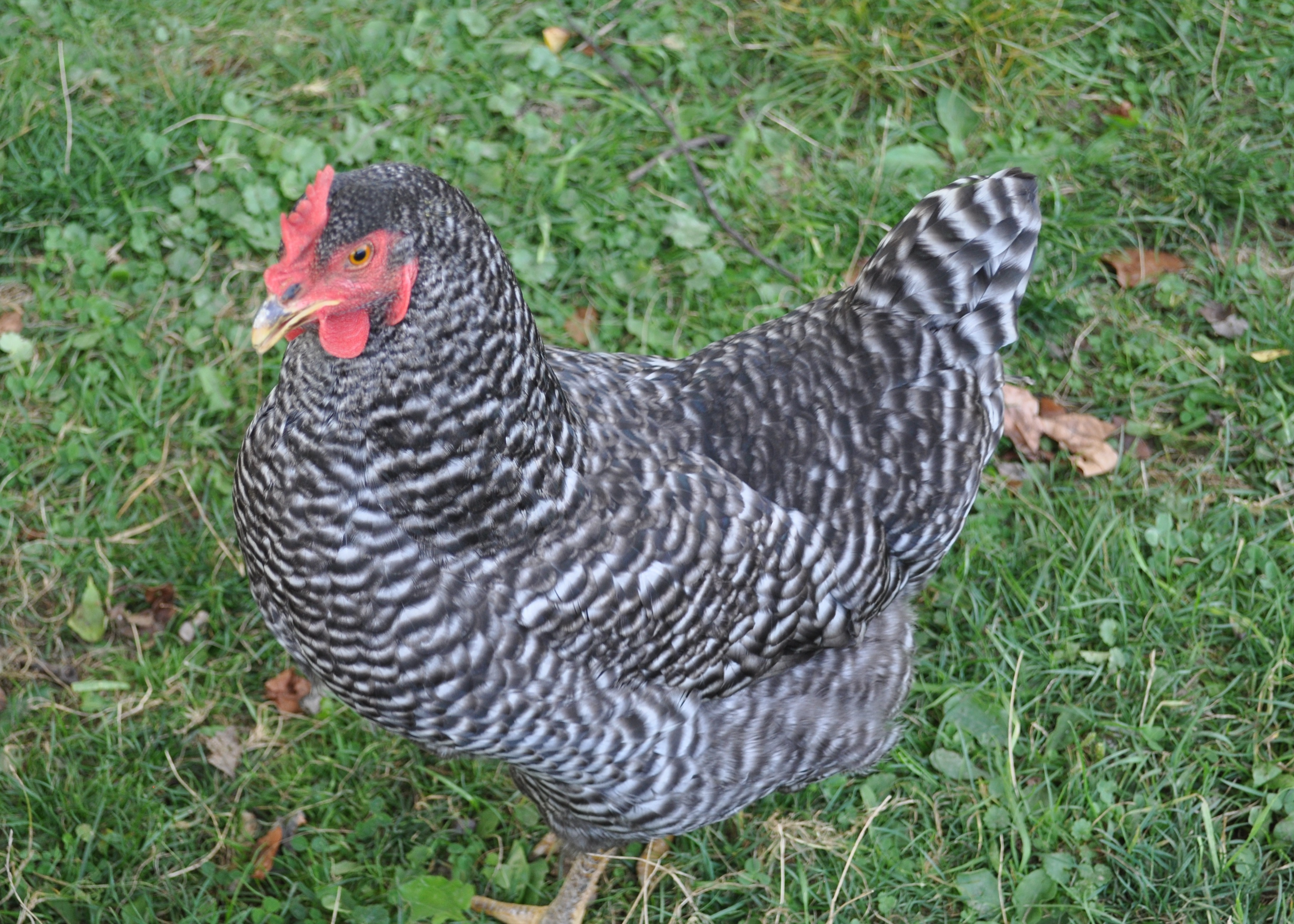
Barred Plymouth Rock Hen 002

## Původ
Toto plemeno bylo poprvé uvedeno na výstavě drůbeže v Bostonu roku 1849 Johnem Cookem Bennettem, jenž se podílel i na založení Willoughby Medical College. Slepičí plemeno bylo pojmenováno podle místa, kde bydlel – Plymouth v Massachusetts – a konkrétně dle plymoutských skal, odtud je její anglické pojmenování Plymouth Rocks, kde přistáli Otcové poutníci z Mayflower. Již v polovině 19. století se zřejmě objevovaly tyto slepice ve více barvách, ale Dr. Bennet psal, že preferuje krahujcové zbarvení.

## Šlechtění

### USA
Už v roce 1891 došlo k založení Amerického klubu chovatelů plymutek žíhaných, což vedlo k rychlému rozšíření plemene. Členové klubu šlechtili kresbu peří i typ slepice, důležité byly i hospodářské vlastnosti, tedy snůška vajec.
Dle speciálního vydání vzorníku od Americké drůbežářské organizace z roku 1915 byla k šlechtění využita tato plemena: Tmavé brahmánky, bílé kočinky, bílé brahmánky, langšanky, černé javanky, dorkinky, černé španělky a dominikánky (španělky s bílou tváří) a černé minorky (španělky s červenou tváří). Snahou bylo vyšlechtit prodejní plemeno pro USA.

### Anglie
První chovné slepice byly přivezeny již v 70. letech 19. století. Rozdíl v jejich křížení byl ve vyšších nohách a větší hmotnosti. Angličané se snažili zlepšit  žíhání, barva jejich slepic byla tmavší.

### Německo
K dovozu plymutek došlo nejprve z Anglie, ale barva kuru nepřišla chovatelům vhodná, neboť kohouti byli příliš světlí a slepice příliš tmavé. Proto byla přivezena násadbová vejce z Dánska, neboť tam měli přímý import z USA. Provedl to O. Paulsen, který roku 1901 založil místní Sdružení chovatelů plymutek krahujcových. Během let začal dovážet slepice a kohouty přímo z USA, neboť tamější zvířata byla tmavěji žíhaná, měla čistou a úzkou kresbu. V roce 1909 došlo ke změně terminologie barevného rázu z krahujcovitého na žíhané, u nás až v roce 1914.  A staly se velmi oblíbenými chovnými slepicemi.

### Území Čech
První plymutky byly dovezeny rovněž z Anglie, k první prezentaci došlo již roku 1878 na výstavě v Praze. V roce 1908 bylo založeno Sdružení pěstitelů plymutek krahujcovitých, prvním předsedou se stal František Rozhoň z Jihlavy. Slepice a kohouti se začaly dovážet z Německa, ale i přesto se u nás vyskytují jedinci s delšími běháky. Sdružení zvládlo i období komunismu a porevoluční období, v roce 1993 se Klub chovatelů plymutek patří opět k těm nejaktivnějším v rámci Českého svazu chovatelů. V roce 2019 mělo 115 řádných členů i členek.

### Itálie
Plymutka tam byla přivezena začátkem 20. století, dobře hodila jak pro produkci vajec, tak i masa.

## Barevnost
Zvířata světlejších barevných odstínů a menší hmotnosti byla prezentována jako americké plymutky – amroks. Různé státní a kontinentální asociace registrují až 10 různých zabarvení od původní přes hnědou, žlutou až černou.